# KTM-8

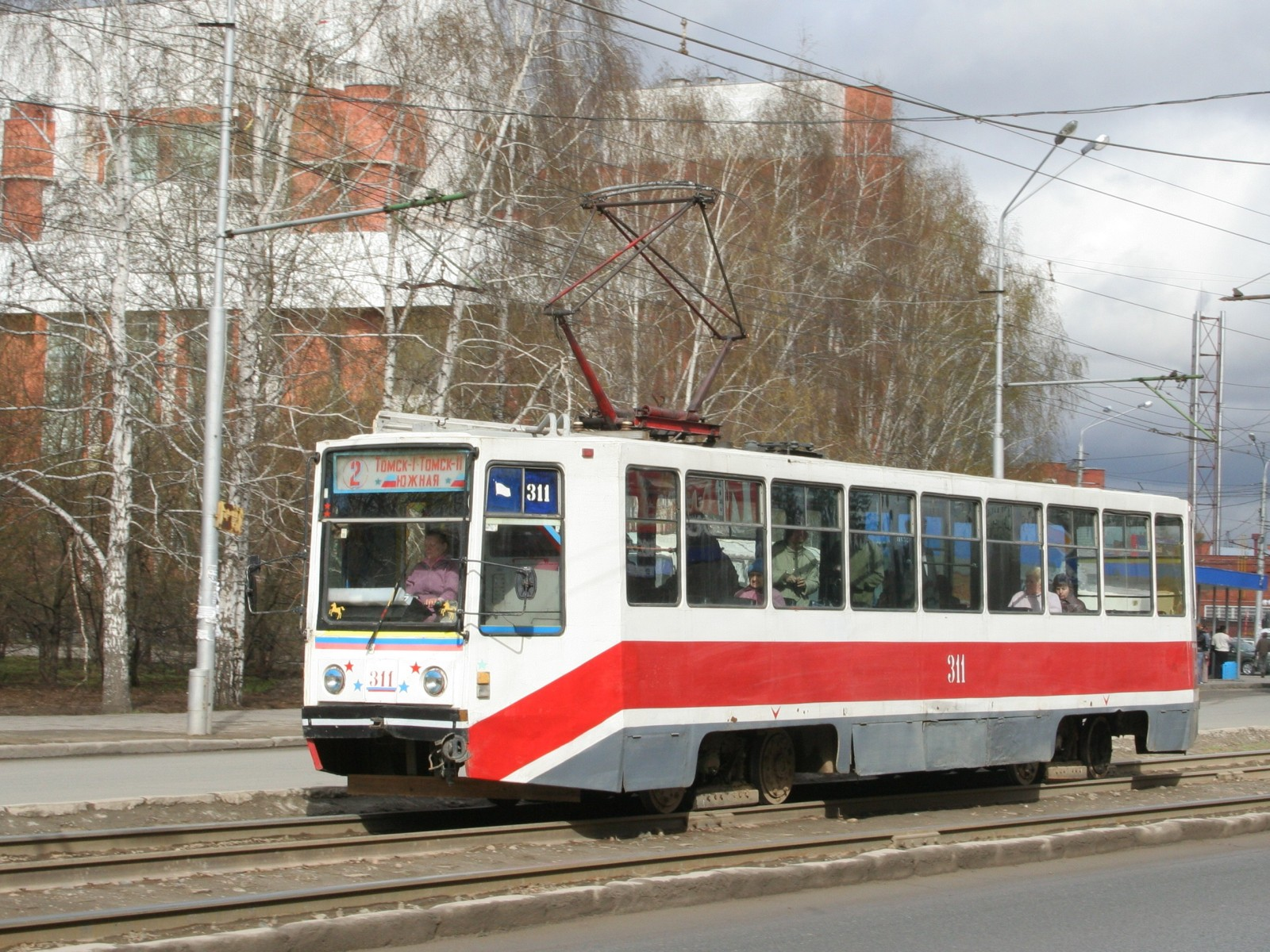
KTM-8 v Tomsku

KTM-8 (podle unifikovaného označení 71-608) je typ sovětské a ruské tramvaje, navržené a vyrobené společností UKVZ. První její exempláře se objevily v roce 1988; jednalo se o nástupce velmi rozšířeného typu KTM-5. Tento typ však již masového rozšířen nedosáhl, vzhledem k rozpadu SSSR a následné ekonomické krizi. Přesto se tramvají KTM-8 vyrobilo přes 1500.
Jedná se o tramvajový vůz vycházející z klasické koncepce svého předchůdce. Je dlouhý 15,25 m, nekloubový a s vysokou podlahou. Prázdný váží necelých 20 t. Celkem byly tyto tramvaje vyráběny v několika modifikacích; výroba ve verzi KTM-8 sice byla ukončena roku 1994, tramvaje verze KTM-8M (vylepšená verze splňující některé podmínky, které stanovil moskevský dopravní podnik) byly vyráběny do roku 2007.